# Grinokit
Grinokit, kadmijeva okra ali kadmijeva svetlica je redek kadmijev mineral, sestavljen iz kristaliničnega kadmijevega sulfida CdS. Kristalizira v heksagonalnem kristalnem sistemu. Pojavlja se kot masivna inkrustacija in v šesterokotnih piramidnih kristalih, ki so lahko medeno rumene, rdeče ali rjave barve. 
Grinokit se pojavlja skupaj z sfaleritom in galenitom in je edini kadmijev rudni mineral. Večina kadmija se namreč pridobi kot stranski produkt pri predelavi svinčevih in cinkovih rud.  
Mineral so odkrili leta 1840 v Bishoptonu (Škotska) med vrtanjem železniškega  predora in ga poimenovali po lastniku zemljišča lordu Greenocku.